# Spio

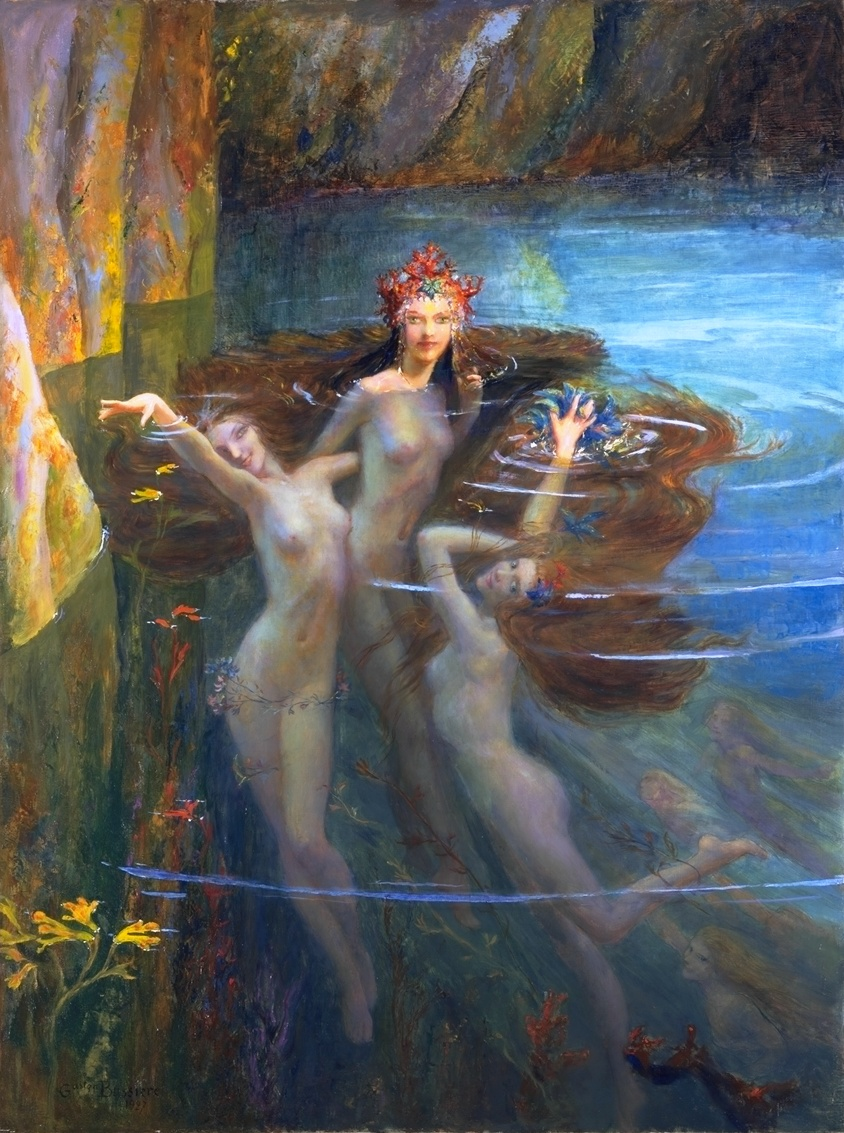
Nereiderna, målning av Gaston Bussière.

Spio (gr Speio) var i grekisk mytologi grottornas gudinna.
Spio var en nereid, dvs en av Nereus 50 döttrar.
Speio finns omtalad hos Hesiodos, Homeros, Apollodorus, Hyginus och Vergilius.
Nereiderna höll till i havet, där de var sjömäns och fiskares beskyddare.
Speio hade sin hemvist i havets grottor. 
Nereidernas verksamhetsområde var Medelhavet och skilde sig sålunda från 
najaderna som höll till i färskvatten och oceaniderna höll sig ute på de stora haven. 
Linné uppkallar en fjäril Syrichtus spio,  fam Hesperidae, efter nereiden Spio.
Den geografiska fyndplatsen anger han vara Tulbagh nära Godahoppsudden.